# Джекі Ерл Гейлі
Джекі Ерл Гейлі (англ. Jackie Earle Haley; нар. 14 липня 1961, Нортрідж, Каліфорнія, США) — американський актор і сценарист. Серед його найпомітніших ролей — Роршах з фільму «Вартові» (2009), ікона жахів Фредді Крюгер у римейку «Кошмару на вулиці В'язів» (2010), та кіборг-злочинець Грюішка у фільмі «Аліта: Бойовий ангел» (2019).

## Раннє життя
Народився і виріс у районі Нортрідж у Лос-Анджелесі, син Хейвена Ерла «Бада» Хейлі, ведучого радіошоу, диск-жокея та актора, та Айріс Д. Дуглас. 
Почав свою кар'єру в шестирічному віці, знявшись у рекламі. Після цього був зіркою підліткових серіалів, грав на Бродвеї, писав сценарії для кіно- і телефільмів.

## Фільмографія

### Фільми
| Рік  |   | Українська назва        | Оригінальна назва                       | Роль                     |
| ---- | - | ----------------------- | --------------------------------------- | ------------------------ |
| 1972 | ф |                         | The Outside Man                         | Ерік                     |
| 1975 | ф |                         | The Day of the Locust                   | Едор Люміс               |
| 1976 | ф |                         | The Bad News Bears                      | Келлі Лік                |
| 1977 | ф |                         | The Bad News Bears in Breaking Training | Келлі Лік                |
| 1977 | ф | Проклята долина         | Damnation Alley                         | Білл                     |
| 1978 | ф |                         | The Bad News Bears Go to Japan          | Келлі Лік                |
| 1979 | ф |                         | Breaking Away                           | Мучер                    |
| 1982 | ф | Втрачаючи це            | Losin' It                               | Дейв                     |
| 1985 | ф |                         | The Zoo Gang                            | Джо                      |
| 1991 | ф | Лялькова людина         | Dollman                                 | Брекстон Ред             |
| 1992 | ф | Немезида                | Nemesis                                 | Ейнштейн                 |
| 1993 | ф | Маніяк-поліцейський 3   | Maniac Cop 3: Badge of Silence          | Френк Джессопа           |
| 2006 | ф | Все королівське військо | All the king's man                      | Солоденький              |
| 2006 | ф | Як малі діти            | Little Children                         | Рональд Джеймс Мак-Горві |
| 2008 | ф | Напівпрофесіонал        | Semi-Pro                                | Dukes                    |
| 2009 | ф | Крилаті істоти          | Winged Creatures                        | Боб Джесперсон           |
| 2009 | ф | Хранителі               | Watchmen                                | Волтер Ковач / Роршах    |
| 2010 | ф | Острів проклятих        | Shutter Island                          | Джордж Нойз              |
| 2010 | ф | Жах на вулиці В'язів    | A Nightmare on Elm Street               | Фредді Крюгер            |
| 2012 | ф | Похмурі тіні            | Dark Shadows                            | Віллі Луміс              |
| 2012 | ф | Лінкольн                | Lincoln                                 | Александер Стівенс       |
| 2013 | ф | Паркленд                | Parkland                                | Оскар Губер              |
| 2014 | ф | Робокоп                 | RoboCop                                 | Рік Меддокс              |
| 2015 | ф |                         | Criminal Activities                     | Геррі                    |
| 2016 | ф | Народження нації        | The Birth of a Nation                   | Реймонд Кобб             |
| 2016 | ф | Падіння Лондона         | London Has Fallen                       | Чіф Менсон               |
| 2017 | ф | Темна Вежа              | The Dark Tower                          | Сейр                     |
| 2019 | ф | Аліта: Бойовий ангел    | Alita: Battle Angel                     | Гревішка                 |
| 2020 | ф |                         | No Future                               | Філіп                    |
| 2020 | ф |                         | Death Of A Telemarketer                 | Аса Елленбоген           |
| 2023 | ф | Під гіпнозом            | Hypnotic                                | Єремія                   |
| 2023 | ф | Тато зі спецназу        | The Retirement Plan                     | Донні                    |
| 2024 | ф | Спілка                  | The Union                               | Форман                   |

### Телебачення
| Рік       |   | Українська назва | Оригінальна назва               | Роль                                       |
| --------- | - | ---------------- | ------------------------------- | ------------------------------------------ |
| 1972      | с |                  | Wait Till Your Father Gets Home | Джеймі Бойл (11 епізодів)                  |
| 1991      | с |                  | Get a Life                      | кузен Дональд (Епізод: "Chris vs. Donald") |
| 1992      | с | Ренегат          | Renegade                        | Стік (Епізод: "Mother Courage")            |
| 2010—2011 | с | Жива мішень      | Human Target                    | Герреро (25 епізодів)                      |
| 2016      | с | Проповідник      | Preacher                        | Одін Квінканнон (8 епізодів)               |
| 2016—2017 | с | Тік              | The Tick                        | The Terror (11 епізодів)                   |
| 2018      | с | Нарко: Мексика   | Narcos: Mexico                  | Джим Фергюсон (2 епізоди)                  |
| 2022      | с | Перша леді       | The First Lady                  | Луї Хоу (5 епізодів)                       |